# José María Mena García
José María Mena García (Talavera de la Reina, 28 de setembre de 1978) és un futbolista castellanomanxec, que ocupa la posició de davanter. Ha estat internacional en categories inferiors amb la selecció espanyola.

## Trajectòria
Es va formar primer al planter del Reial Madrid i posteriorment va passar a la del Celta de Vigo. La temporada 99/00 debuta amb els gallecs a la màxima categoria, en partit contra el Reial Betis, un dels tres que hi jugaria eixa campanya.
Després de no tindre oportunitats al CD Badajoz la temporada 00/01, a l'estiu del 2001 fitxa pel Xerez CD. Amb els andalusos aconsegueix la titularitat, que el davanter mantindria durant quatre anys, en els quals hi marcaria 36 gols.
La temporada 05/06 recala al Deportivo Alavés, amb qui torna a jugar de nou a la primera divisió. Però, no tindria massa oportunitats al club basc, sent cedit a la UD Almería la temporada 06/07. Després de tornar a l'Alavés, on ha estat davanter suplent de referència, Mena va fitxar el 2008 pel FC Cartagena, amb qui aconsegueix ascendir eixa mateixa temporada a la Segona Divisió.